# Dylan Peraić-Cullen
Dylan Peraić-Cullen (Canberra, 25 luglio 2006) è un calciatore australiano, portiere del C.C. Mariners.

## Carriera

### Club
È cresciuto nel settore giovanile del Gungahlin Utd e nel 2023 è stato acquistato dal C.C. Mariners che lo ha assegnato alla propria seconda squadra. Ha debuttato in prima squadra il 18 ottobre 2024 nell'incontro di A-League Men pareggiato 0-0 contro il Melbourne Victory ed il 17 novembre seguente ha rinnovato il contratto fino al 2027.

### Nazionale
Ha giocato con la nazionale australiana Under-19.

## Statistiche

### Presenze e reti nei club
Statistiche aggiornate al 20 febbraio 2025.
| Stagione        | Squadra         | Campionato      | Campionato | Campionato | Coppe nazionali | Coppe nazionali | Coppe nazionali | Coppe continentali | Coppe continentali | Coppe continentali | Altre coppe | Altre coppe | Altre coppe | Totale | Totale | Totale |
| Stagione        | Squadra         | Comp            | Pres       | Reti       | Comp            | Pres            | Reti            | Comp               | Pres               | Reti               | Comp        | Pres        | Reti        | Pres   | Reti   |        |
| --------------- | --------------- | --------------- | ---------- | ---------- | --------------- | --------------- | --------------- | ------------------ | ------------------ | ------------------ | ----------- | ----------- | ----------- | ------ | ------ | ------ |
| 2023            | C.C.M. Academy  | NPL             | 3          | -8         | -               | -               | -               | -                  | -                  | -                  | -           | -           | -           | 3      | -8     |        |
| 2024-2025       | C.C. Mariners   | AL              | 17         | -27        | CA              | 0               | 0               | ACL                | 5                  | -12                | -           | -           | -           | 22     | -39    |        |
| Totale carriera | Totale carriera | Totale carriera | 20         | 35         |                 | 0               | 0               |                    | 5                  | -12                |             | -           | -           | 25     | -47    |        |